# Eurhynchium meyeri
Eurhynchium meyeri är en bladmossart som beskrevs av Meylan 1940. Eurhynchium meyeri ingår i släktet sprötmossor, och familjen Brachytheciaceae. Inga underarter finns listade i Catalogue of Life.